# Кудряшова, Александра Порфирьевна
Александра Порфирьевна Кудряшова (22 октября 1915, Прималкинское, Кабардино-Балкарская автономная область, Российская империя — 24 ноября 2005, Лермонтов, Ставропольский край) — передовик советского сельского хозяйства, комбайнёр зерносовхоза «Прималкинский» Прохладненского района Кабардино-Балкарской АССР, Герой Социалистического Труда (1971).

## Биография
Родилась 22 октября 1915 года в селе Прималкиноское Прохладненского района Кабардино-Балкарской АССР в русской крестьянской семье. В 1941 году её супруг ушёл на фронт и Александре пришлось идти работать механизатором на полях зернового совхоза «Прималкинский» (центральная усадьба — село Красносельское) Прохладненского района. Очень быстро она завоевала почёт и уважение и стала одной из передовых работницей в поле. Численность трудящихся в совхозе составляла более одной тысячи рабочих и около 60 зерноуборочных комбайнов.
Указом Президиума Верховного Совета СССР от 8 апреля 1971 года за выдающиеся успехи, достигнутые в развитии сельскохозяйственного производства и выполнении пятилетнего плана продажи государству продуктов земледелия и животноводства, Александре Порфирьевне Кудряшовой присвоено звание Героя Социалистического Труда с вручением ордена Ленина и золотой медали «Серп и Молот».
В дальнейшем продолжала работать механизатором в совхозе, демонстрировала высокие производственные результаты, была лидером среди комбайнеров Кабардино-Балкарской республики. В 1973 году за высокие показатели в труде была награждена орденом Октябрьской Революции. Во второй половине 1970-х годов, будучи официально на пенсии, продолжала в уборочную страду трудиться на комбайне. В 1977 году её звено намолотило четырьмя комбайнами около 89 тысяч центнеров зерна вместо 85 тысяч центнеров, принятых по обязательству. Общий трудовой стаж механизатором совхоза составил почти 50 лет.
Избиралась депутатом Верховного Совета Кабардино-Балкарской АССР.
Проживала в сельском поселении Красносельское Прохладненского района.

## Награды
За трудовые успехи была удостоена:
- золотая звезда «Серп и Молот» (08.04.1971);
- орден Ленина (08.04.1971);
- Орден Октябрьской Революции (07.12.1973)
- Орден Трудового Красного Знамени (04.07.1957)
- другие медали.
- Заслуженный механизатор Кабардино-Балкарской АССР (1962).